# Vad e det för Mode?
Vad e det för Mode? är en EP av hiphopduon Ison & Fille. På plattan gästar Highwon-medlemmarna och Kalifa.

## Låtlista
| Spår | Låt Titel           | Producent/er      | Medverkande | Tid   |
| ---- | ------------------- | ----------------- | ----------- | ----- |
| 1    | Vad E Det För Mode  | Filthy            |             | 03:32 |
| 2    | Det Låter           | Mack Beats        |             | 04:15 |
| 3    | Tuggar              | Filthy & Avastyle | Kaliffa     | 04:42 |
| 4    | Förståru?! (Remix!) | DJ Lastword       | Gurmo       | 03:47 |
| 5    | Jag Trodde På Mig   | Avastyle          |             | 04:17 |
| 6    | Tålamod             | Astma & Rocwell   | Aleks       | 04:22 |